# Buigny-lès-Gamaches

Buigny-lès-Gamaches este o comună în departamentul Somme, Franța. În 1 ianuarie 2022 avea o populație de 392 de locuitori.